# مارك أدلر
مارك أدلر (بالإنجليزية: Mark Adler)‏ (من مواليد 3 أبريل 1959) هو مهندس برمجيات أمريكي اشتهر بعمله في مجال ضغط البيانات لكونه مبتكر خوارزمية أدلر-32 وكذلك شارك في تطوير مكتبة زي ليب و جي زيب. كما ساهم أيضا في تطوير صيغة ملفات بي إن جي، وإنخرط بشكل كبير في إستكشاف الفضاء.

## سيرته الذاتية
ولد أدلر في ميامي، فلوريدا. وكان الطفل الوحيد لدايفد وبيرثا أدلر. حصل على شهادة البكالوريوس للعلوم في الرياضيات وماجستير في الهندسة الكهربائية من جامعة فلوريدا بين عامي 1981 و 1985 على التوالي. في عام 1990 حصل على درجة الدكتوراه في الفيزياء من معهد كاليفورنيا للتقنية.
هو يعيش حاليًا في مدينة لا كانيادا، كاليفورنيا مع زوجته ديانا جيمس، ولديهما طفلان.
في عام 2009 حصل مع زميله جون-لوب غايلي على جائزة STUG لمساهماتهم في خوارزميات ضغط البيانات.